# Софонтий Керженский
Преподобный Софонтий Керженский варианты Софония, Софоний (около 1637 — после 1710) — инок Соловецкого монастыря, видный деятель керженского старообрядчества. После подавления Соловецкого восстания бежал на Керженец, где основал свой скит у деревни Деяново. Последователи Софонтия образовали беглопоповское софонтиевское согласие.

## Биография
Софонтий (Софоний) иеромонах, стал дьяконом до Никоновой реформы, а в священники был рукоположён Ионой (Сысоевичем), митрополитом Ростовским и Ярославским (1652—1690) уже после раскола. По легенде Софонтий «осознал пагубность церковных нововведений, оставил священническое служение и ушёл на Соловки, чтобы в смиренном иноческом образе оплакивать свой грех отступления от правой веры». Там он пережил 8-летнее Соловецкое восстание (1668—1676). После этого по одним сведениям долго скрывался в галичских лесах, где был «найден керженскими отцами», после чего примерно с 1690 года жил на Керженце. По другим — вскоре после подавления восстания Софонтий перебрался на Керженец и и уже в 1677 году основал там скит во имя Святого Духа в окрестностях Деянова починка (ныне деревня Деяново). Керженский писатель XVIII в.
Софонтий скрывал от керженской братии свой священнический сан и жил под видом простого инока «во мнозех иноческих трудах и подвигах». На Керженце встал остро вопрос поисках священства: для окормления огромной паствы оставалось лишь два престарелых отца: о. Дионисий и о. Трифилий. К этому времени священника Исидор умер, а отец Феодосий ушёл в иные пределы. Был собран собор керженских скитов. Основываясь на духовном завещании священномученика Павла, епископа Коломенского, собор вынес решение, что можно принимать из никоновской государственной церкви тех священников, которые отвергнут новые обряды и вернутся к древлему православию. Их должны «исправлять» через таинство миропомазания древлеправославные священники. Кто-то из соловецких монахов прямо на соборе открыл тайну о том, что Софонтий имеет священнический сан. Софонтий смиренно отказывался, потому что в священники был поставлен новообрядческим архиереем. Но соборяне единодушно молили его вернуться к священническому служению, и Софонтий согласился. Отец Дионисий принял его «вторым чином», то есть через миропомазание, прямо на соборе, ко всеобщей радости присутствовавших. Так преподобный Софонтий стал первым священником «нового поставления», принятым через миропомазание в старообрядчество. Таким образом, было положено начало беглопоповству.
После кончины о. Дионисия преподобный Софоний стал руководителем всего старообрядчества на Керженце. Он не только духовно окормлял многотысячную паству, но и принимал «вторым чином» переходящих из государственной церкви священнослужителей. Имена некоторых из них дошли до нас: священноинок Варлаам, служивший в окрестностях Соли Галицкой; священник Авраамий; священноинок Лаврентий. Священноинок Никифор, один из «исправленных» Софонтием священнослужителей, после очередного разгрома Керженских скитов переселился с братией на уральские заводы Демидова, а позже на Яик, что привело к широкому распространению софонтиевщины на Урале.
По сибирской старообрядческой легенде Софонтий приезжал однажды с Керженца в один из главных старообрядческих центров Зауралья — в крестьянские общины и скиты по р. Ирюм, где встречался с иноком-схимником Авраамием (Венгерским).

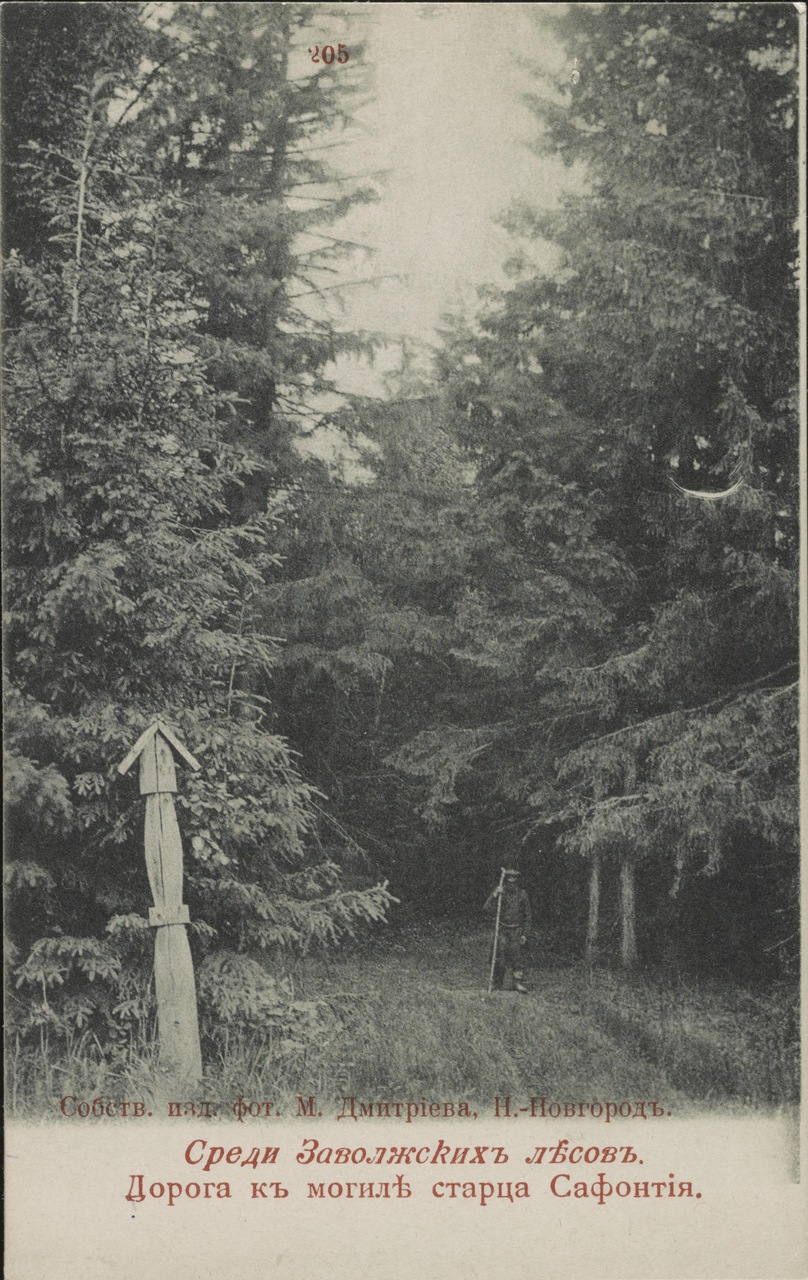
Дорога к могиле о. Софонтия, конец XIX в.

Другим видным почитаемым и авторитетным керженским лидером был о. Онуфрий, как и Софонтий, бывший Соловецкий монах. В 1682 году после смерти Арсения он стал руководить основанным им скитом. Он был человеком энергичным, с организаторскими способностями, и распоряжался поступлением всех средств, приходивших на Керженец от жертвователей, и распределял их между скитами. Сергий (Крашенинников) привёз на Керженец письма своего учителя протопопа Аввакума и поселился в скиту Онуфрия. Эти письма вызвали в среде старообрядцев резкую полемику. 19 августа 1693 года в починке Зиновьево прошёл собор, на котором одобрение Онуфрием Аввакумовых писем резко осуждалось. В 1702, 1704, 1706 и 1708 годах по этой же причине на Керженце были проведены новые соборы, однако онуфриевцы не только не отказались от «несогласных писем», но и «паче начаша их любити и веровати по ним, и за церковною службою прочитати». Отношение Онуфрия к письмам подвергалось всё более резкой критике софонтиевцами, а позже со стороны представителей дьяконова согласия. Из Москвы на Керженец пришло послание, увещевавшее Онуфрия отказаться от учения Аввакума. В мае-ноябре 1708 года сторонники Софонтия добились того, что Онуфрий вместе с Сергием (Крашенинниковым) письменно подтвердили отказ от писем Аввакума. В 1717 году состоялось еще одно «примирительное собрание», на нём был составлен «мировой свиток» за подписью со стороны скита Онуфрия старцев Досифея, Арсения, Макария и Авраамия и других. Они подтверждали, что «и ныне у нас… во всём ските тех писем нет, и по них не мудрствуем и не выправливаем». Несмотря на это, сторонники Софонтия в 1719 году сообщали, что состоят в «распрении» с «ануфрианами».

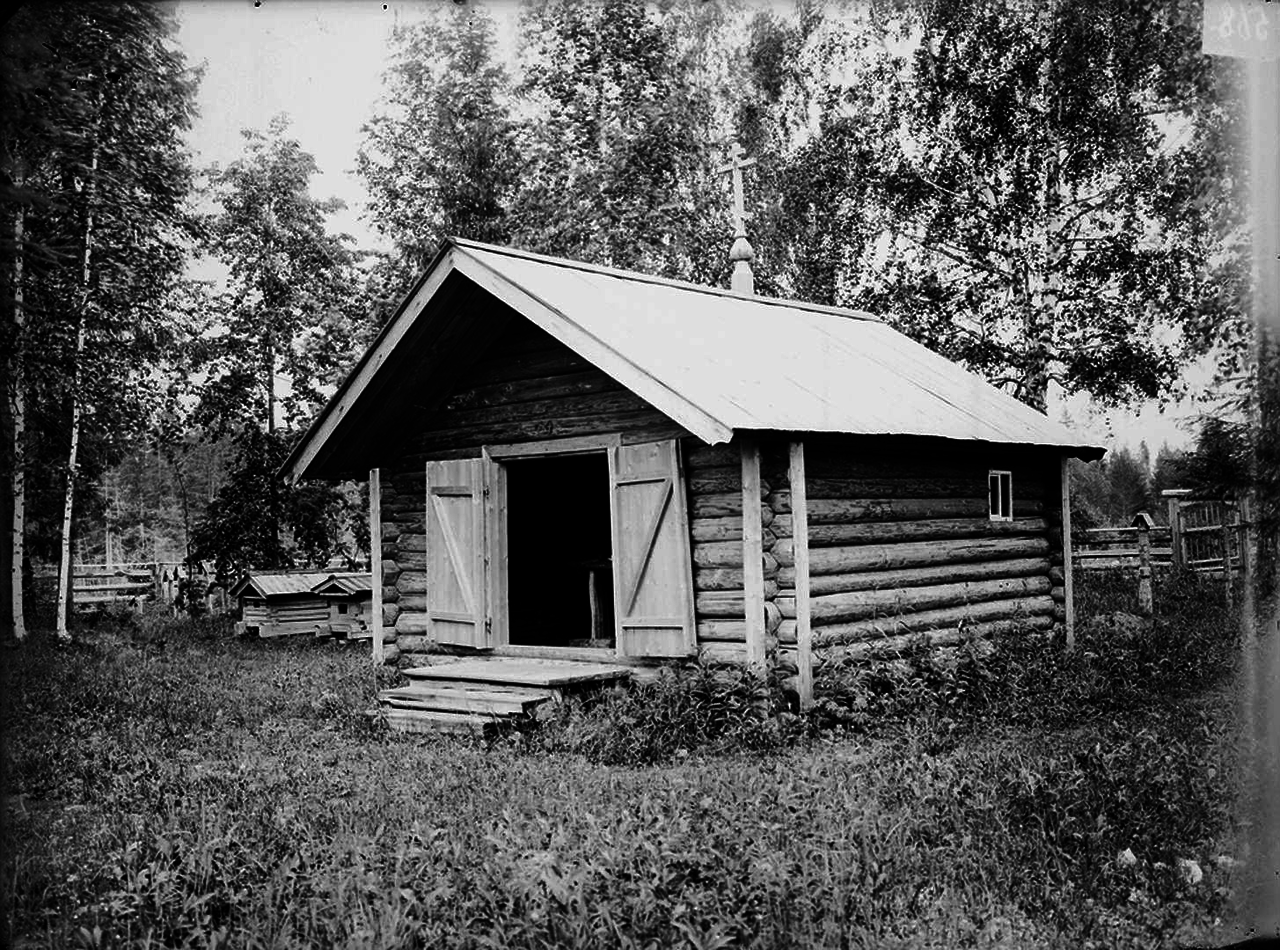
Могила о. Софонтия (внешний вид), конец XIX в.

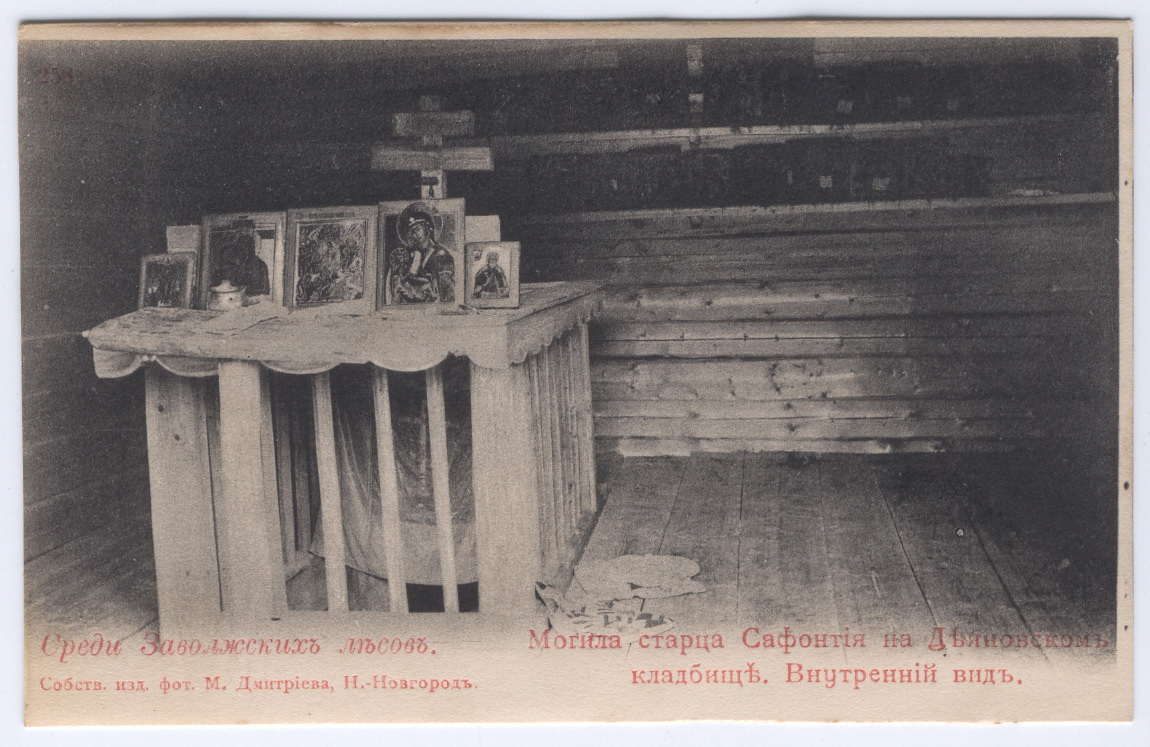
Могила о. Софонтия (внутренний вид), конец XIX в.

По одной из керженских легенд распря Софонтия и Онуфрия продолжалась из-за отношения первого к самосожжению. Считается, что отец Софонтий «священноинока Варлаама с братиею благословил в келии сгорети». Отец Варлаам был раньше приходским попом в Соли-галицких пределах, уйдя от никониан, построил келью на речке на Козленце в Поломском лесу недалеко от Улангера, был принят от отца Софонтия вторым чином. Он активно проповедовал «древлее благоверие». Его популярность стала причиной того, что была отправлена воинская команда для его розыска, которая первый раз его найти не смогла. После этого Варлаам обратился к Софонтию за советом, что делать, если снова придут ратные люди придут его искать. Отец Софонтий советовал «Не бойся, отче Варлааме, сего временного огня, помышляй же о том, како бы вечного избежати». Братия Онуфриева скита поставила в вину о. Софонтию гибель Варлаама, жаловались на него в Ветку. И старообрядческие авторитеты Ветки их поддержали и корили о. Софонтия.
Согласно другому совершенно легендарному рассказу с именем Софонтия связано самосожжение якобы существовавшего старшего сына Алексея Михайловича — наследника престола Михаила. Якобы, Михаил стал отшельником в керженских лесах недалеко от озера Светлояр, к нему начали стекаться массы верующих, не согласных с правлением малолетнего Фёдора под опекой Софьи. Легенда объясняет восстание Кондратия Булавина попыткой освободить и возвести на престол Михаила. Преследуемый войсками сначала Софьи, а затем Петра I, Михаил явился к Софонтию с просьбой сдать его солдатам во избежание кровопролития. После отказа Софонтия и других старцев Михаил совершил самосожжение. По легенде, именно из-за вопроса о самосожжении Михаила произошел раскол на два согласия — софонтиевское, одобряющее самосожжение, и онуфриево, осуждающее его.

## Могила и канонизация

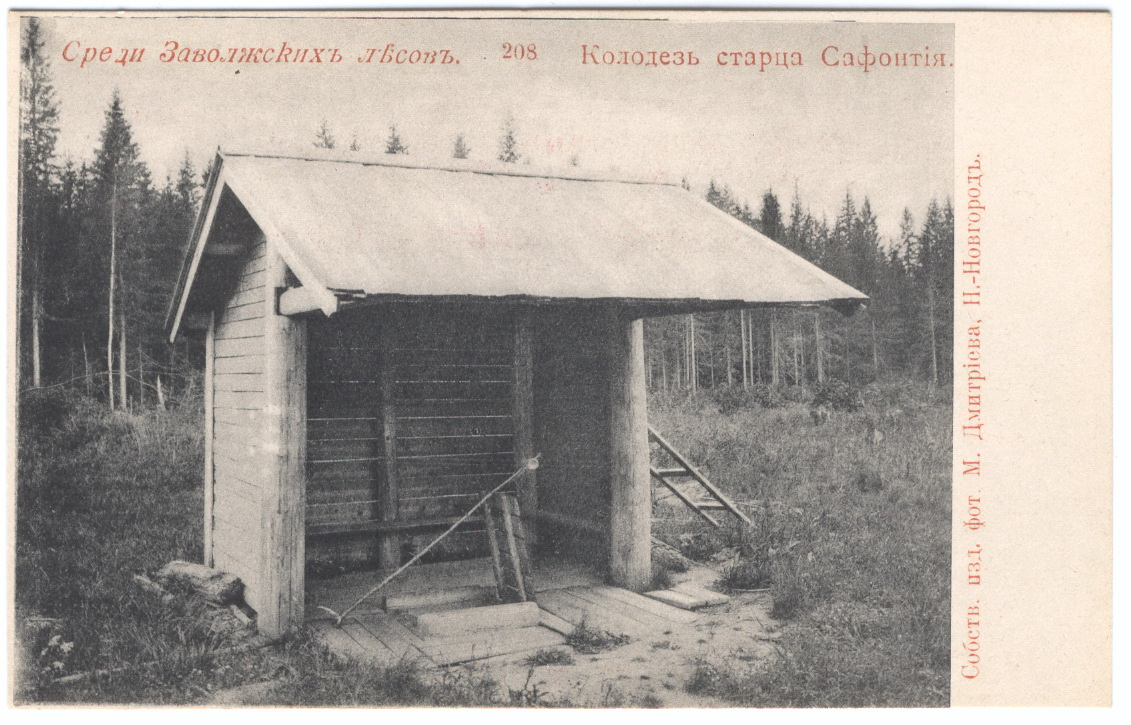
Колодец у могилы о. Софонтия, конец XIX в.

Могила Софонтия, как и его нетленные мощи почиталась старообрядцами. Под нижним венцом гробницы богомольцы брали целебный песок и вырыли множество ям. Особо многолюдные скопления народа происходили у неё на Духов день:415. В стороне от могилы был небольшой кладезь [колодец], вода его считалась в народе целебной:13.
Священнинок о. Софонтий был канонизирован Русской Древлеправославной церковью в 2018 году. В д. Смиркино Городецкого района Нижегородской области была заложена церковь его имени. День памяти святого приходится на 3 декабря.

## Комментарии
1. ↑  П. И. Мельников-Печерский писал, что Софонтий принял "хиротонию же новую, от новгородского Питирима" "В лесах".
2. ↑  В некоторых источниках говорится, что Софонтий, "спасшись во время разгрома царскими войсками Соловецкого монастыря, с шестью другими иноками, укрылся на Керженце" . Вероятно, здесь происходит смешение с другой керженской легендой о семи соловецких монахах (Арсении, Никаноре, Онуфрии, Парфении, Софронии, Трифиллии и Адриане), которые пришли с Соловков в долину реки Санохты (правый приток Керженца) и поставили там кельи, с тех пор это место стало известно как «Семибратская долина»[4].